# Géza Mészöly
Géza Mészöly (ur. 25 lutego 1967 w Budapeszcie) – węgierski piłkarz grający na pozycji obrońcy. W swojej karierze rozegrał 18 meczów w reprezentacji Węgier. Jest synem Kálmána Mészöly, także piłkarza i 61-krotnego reprezentanta kraju.

## Kariera klubowa
Swoją karierę piłkarską Mészöly rozpoczął w klubie Vasas SC. W sezonie 1984/1985 zadebiutował w jego barwach w rozgrywkach pierwszej ligi węgierskiej. W sezonie 1985/1986 zdobył z Vasasem Puchar Węgier. W 1990 roku odszedł do południowokoreańskiego POSCO Atoms. W 1991 roku wrócił do Vasasu, w którym występował przez dwa kolejne sezony.
W 1993 roku Mészöly został zawodnikiem francuskiego Le Havre AC. Grał w nim w sezonach 1993/1994 i 1994/1995. Następnie przeszedł do Lille OSC, w którym także grał przez dwa lata. W 1997 roku trafił do cypryjskiego AEL Limassol i grał w nim w sezonie 1997/1998. Z kolei w sezonie 1998/1999 występował w izraelskim Maccabi Ironi Aszdod. W 1999 roku wrócił na Węgry i podpisał kontrakt z FC Tatabánya. W 2001 roku zakończył w nim swoją karierę.
| Sezon   | Klub                 | Kraj             | Rozgrywki                 | Mecze | Bramki |
| ------- | -------------------- | ---------------- | ------------------------- | ----- | ------ |
| 1984/85 | Vasas SC             | Węgry            | NB I                      | 6     | 0      |
| 1985/86 | Vasas SC             | Węgry            | NB I                      | 9     | 0      |
| 1986/87 | Vasas SC             | Węgry            | NB I                      | 13    | 0      |
| 1987/88 | Vasas SC             | Węgry            | NB I                      | 30    | 1      |
| 1988/89 | Vasas SC             | Węgry            | NB I                      | 23    | 1      |
| 1989/90 | Vasas SC             | Węgry            | NB I                      | 28    | 0      |
| 1990    | POSCO Atoms          | Korea Południowa | K-League                  | 12    | 2      |
| 1991    | POSCO Atoms          | Korea Południowa | K-League                  | 4     | 0      |
| 1991/92 | Vasas SC             | Węgry            | NB I                      | 29    | 1      |
| 1992/93 | Vasas SC             | Węgry            | NB I                      | 26    | 1      |
| 1993/94 | Le Havre AC          | Francja          | Ligue 1                   | 36    | 1      |
| 1994/95 | Le Havre AC          | Francja          | Ligue 1                   | 29    | 1      |
| 1995/96 | Lille OSC            | Francja          | Ligue 1                   | 16    | 0      |
| 1996/97 | Lille OSC            | Francja          | Ligue 1                   | 7     | 0      |
| 1997/98 | AEL Limassol         | Cypr             | Protathlima A’ Kategorias | 24    | 0      |
| 1998/99 | Maccabi Ironi Aszdod | Izrael           | Ligat ha’Al               | 28    | 0      |
| 1999/00 | FC Tatabánya         | Węgry            | NB I                      | 31    | 1      |
| 2000/01 | FC Tatabánya         | Węgry            | NB I                      | 1     | 0      |

## Kariera reprezentacyjna
W reprezentacji Węgier Mészöly zadebiutował 21 września 1988 roku w przegranym 0:3 towarzyskim meczu z Islandią, rozegranym w Reykjavíku. W swojej karierze grał w: eliminacjach do MŚ 1990 i do Euro 96. Od 1988 do 1995 roku rozegrał w kadrze narodowej 18 meczów.
| Mecze i gole w reprezentacji | Mecze i gole w reprezentacji | Mecze i gole w reprezentacji | Mecze i gole w reprezentacji | Mecze i gole w reprezentacji | Mecze i gole w reprezentacji | Mecze i gole w reprezentacji |
| #                            | Data                         | Stadion                      | Rywal                        | Wynik                        | Gol                          | Rozgrywki                    |
| 1988                         | 1988                         | 1988                         | 1988                         | 1988                         | 1988                         | 1988                         |
| ---------------------------- | ---------------------------- | ---------------------------- | ---------------------------- | ---------------------------- | ---------------------------- | ---------------------------- |
| 1.                           | 21.09.1988                   | Reykjavík, Islandia          | Islandia                     | 3:0                          | 0                            | towarzyski                   |
| 2.                           | 19.10.1988                   | Budapeszt, Węgry             | Irlandia Północna            | 1:0                          | 0                            | el. MŚ 1990                  |
| 3.                           | 15.11.1988                   | Pireus, Grecja               | Grecja                       | 0:3                          | 0                            | towarzyski                   |
| 1990                         |                              |                              |                              |                              |                              |                              |
| 4.                           | 20.03.1990                   | Budapeszt, Węgry             | Stany Zjednoczone            | 2:0                          | 0                            | towarzyski                   |
| 5.                           | 28.03.1990                   | Budapeszt, Węgry             | Francja                      | 1:3                          | 0                            | towarzyski                   |
| 6.                           | 11.04.1990                   | Salzburg, Austria            | Austria                      | 0:3                          | 0                            | towarzyski                   |
| 7.                           | 02.06.1990                   | Budapeszt, Węgry             | Kolumbia                     | 3:1                          | 0                            | towarzyski                   |
| 1994                         |                              |                              |                              |                              |                              |                              |
| 8.                           | 23.03.1994                   | Linz, Austria                | Austria                      | 1:1                          | 0                            | towarzyski                   |
| 9.                           | 20.04.1994                   | Kopenhaga, Dania             | Dania                        | 1:3                          | 0                            | towarzyski                   |
| 10.                          | 18.05.1994                   | Győr, Węgry                  | Chorwacja                    | 2:2                          | 0                            | towarzyski                   |
| 11.                          | 01.06.1994                   | Eindhoven, Holandia          | Holandia                     | 1:7                          | 0                            | towarzyski                   |
| 12.                          | 08.06.1994                   | Bruksela, Belgia             | Belgia                       | 1:3                          | 0                            | towarzyski                   |
| 13.                          | 07.09.1994                   | Budapeszt, Węgry             | Turcja                       | 2:2                          | 0                            | el. ME 1996                  |
| 14.                          | 16.11.1994                   | Solna, Szwecja               | Szwecja                      | 0:2                          | 0                            | el. ME 1996                  |
| 1995                         |                              |                              |                              |                              |                              |                              |
| 15.                          | 29.03.1995                   | Budapeszt, Węgry             | Szwajcaria                   | 2:2                          | 0                            | el. ME 1996                  |
| 16.                          | 26.04.1995                   | Budapeszt, Węgry             | Szwecja                      | 1:0                          | 0                            | el. ME 1996                  |
| 17.                          | 11.06.1995                   | Reykjavík, Islandia          | Islandia                     | 1:2                          | 0                            | el. ME 1996                  |
| 18.                          | 06.09.1995                   | Stambuł, Turcja              | Turcja                       | 0:2                          | 0                            | el. ME 1996                  |

## Kariera trenerska
Po zakończeniu kariery piłkarskiej Mészöly został trenerem. W 2004 roku objął zespół Újpest FC. Pracował w nim do 2006 roku i wtedy też został trenerem Vasasu Budapeszt. Trenerem Vasasu był do 2009 roku. W 2010 roku ponownie został zatrudniony w Újpeście Budapeszt. W 2011 roku został zwoniony ze stanowiska trenera.